# Andreas Thorkildsen
Andreas Thorkildsen (Kristiansand, 1. travnja 1982.) norveški je atletski predstavnik u bacanju koplja.
Dolazi iz športske obitelji. Otac Tomm također je bio bacač koplja, a majka Bente bila je trkačica na 100 m s preponama.